# Jumpin' Jack Flash
Jumpin' Jack Flash és una pel·lícula estatunidenca de 1986 dirigida per Penny Marshall, protagonitzada per Whoopi Goldberg. Va ser el primer film dirigit per la directora.
La pel·lícula va ser una de les primeres a fer servir comunicacions online com a part clau de la trama. La banda sonora inclou dos versions de la cançó "Jumpin' Jack Flash": l'original dels Rolling Stones, i una nova versió d'Aretha Franklin que apareix als crèdits finals (però només l'original és a la banda sonora de la pel·lícula). Aquesta pel·lícula ha estat doblada al català.

## Argument
La Terry Dolitte (Whoopi Goldberg) treballa en un banc i usa els ordinadors per comunicar-se amb clients de tot el món. Un dia rep un missatge estrany d'un remitent desconegut. Després de descodificar-lo, la Terry es veu enredada en una trama d'espionatge en la qual resultaran assassinades diverses persones i l'obligaran a emprendre la fugida.

## Repartiment
- Whoopi Goldberg: Teresa "Terry" Doolittle
- Jonathan Pryce: "Jack"
- Stephen Collins: Marty Phillips
- John Wood: Jeremy Talbott
- Jeroen Krabbé: Mark Van Meter
- Jim Belushi: Sperry Repairman
- Sara Botsford: Sarah Billings
- Peter Michael Goetz: James Page
- Vyto Ruginis: Carl
- Carol Kane: Cynthia
- Jon Lovitz: Doug
- Lynne Marie Stewart: Karen
- Phil Hartman: Fred
- Tracey Ullman: Fiona
- Michael McKean: Leslie
- Annie Potts: Elizabeth Carlson

## Rebuda i crítica
- Jumpin' Jack Flash va rebre crítiques generalment negatives de crítics i fans, obtenint un índex de aprobació del 28% a Rotten Tomatoes.